# 基梭
基梭（發音：[tɕɪ̀ɴsó]）舊譯棄須，是緬甸蒲甘王朝的君主，1021年至1038年在位。基梭是國王良吳蘇羅漢之子，宫错姜漂篡位後將基梭當自己的兒子扶養。然而基梭與其弟叟格德長大後，兩人強迫宫错姜漂出家，自己即位做了國王。基梭是一個嫻熟弓箭、熱衷狩獵的國王，他於蒙育瓦附近死於一次狩獵意外，死後成為緬甸神靈信蜜恒。基梭死後叟格德即位為王。